# 大谷三穂

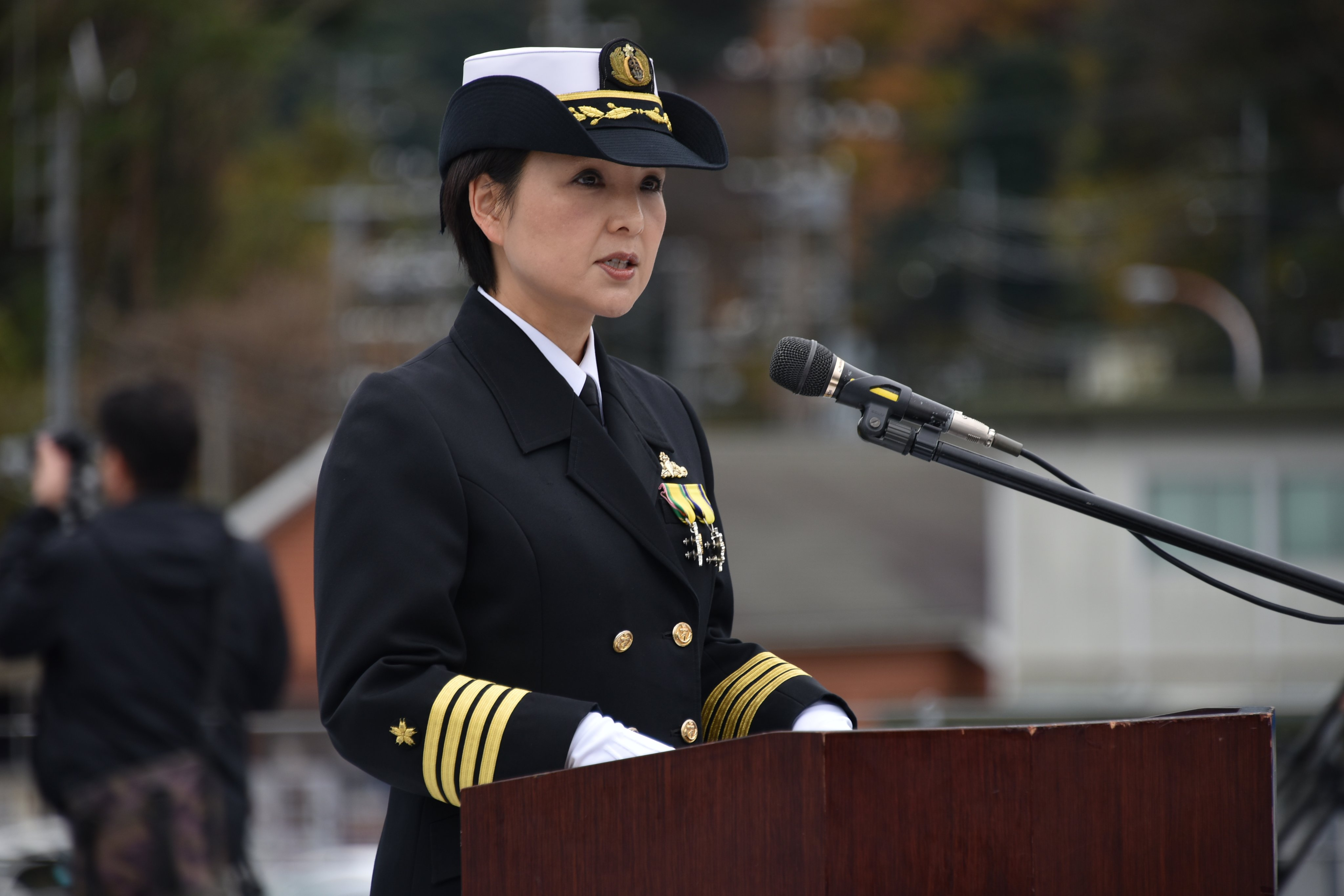
護衛艦「みょうこう」艦長に着任した際の大谷

大谷 三穂（おおたに みほ、1971年〈昭和46年〉5月28日 - ）は日本の海上自衛官。現在の階級は1等海佐。
自衛隊初の女性練習艦艦長、護衛艦艦長、イージス艦艦長を歴任、2022年（令和4年）12月から練習艦「かしま」艦長。防衛大学校女子第1期生（第40期）。

## 経歴
大阪府吹田市出身。大阪府立千里高等学校卒業。龍谷大学文学部に進学するが、2年生のとき、大学の下宿先で湾岸戦争のニュースを見て「愛国心を覚え」、防衛大学校への進学を決意する。家族の反対を押し切り、1992年（平成4年）4月、女子1期生として入学した。
1学年時は航空要員を希望していたが、海上自衛隊に配属され、練習艦「なつぐも」で最初の勤務を迎える。その後、防衛大学校の指導教官や海上幕僚監部などの勤務を経て、2011年（平成23年）4月、当時練習艦だった「あさぎり」の副長に就任した。
2008年（平成20年）に護衛艦への女性の配置制限が撤廃された後、2012年（平成24年）3月に「あさぎり」が護衛艦籍に復帰したことに伴い、女性初の護衛艦副長となる。2013年（平成25年）3月には練習艦「しまゆき」艦長に就任し、東良子と同時に海上自衛隊女性初の練習艦艦長となった。2016年（平成28年）2月には「やまぎり」艦長に就任し、女性初の護衛艦艦長となった。
2017年（平成29年）7月1日、1等海佐昇任。2018年（平成30年）3月23日、海幕厚生課厚生班長。2019年（令和元年）12月2日に「みょうこう」艦長に着任し、女性初のイージス艦艦長となった。2021年 (令和3年) 8月23日、統合幕僚学校教育課。2021年 (令和3年) 12月23日、統合幕僚学校教育課第1教官室学校教官。2022年（令和4年）12月9日、練習艦「かしま」艦長に就任。2023年（令和5年）12月22日、自衛隊神奈川地方協力本部長に就任。